# Renata Schussheim
Renata Irma Schussheim (Buenos Aires, 17 de octubre de 1949) es una diseñadora de vestuario y reconocida artista plástica, escenógrafa, diseñadora e ilustradora argentina. Una característica muy marcada de su carrera es su predisposición a realizar colaboraciones con artistas de diferentes ámbitos.

## Biografía

### Comienzos
Si bien a la mamá le gustaba el teatro y el ambiente artístico, su amor por el arte nace de sus abuelos paternos, que eran bohemios.
A los 8 años descubre su vocación por el dibujo, sus padres la apoyaron y estimularon, especialmente su madre que
ya a los 9 la manda a estudiar dibujo y pintura con Ana Tarsia.
Estudia cuatro años en el Instituto de Bellas Artes Augusto Bolognini y hace el primer ciclo en la Escuela Pueyrredón, sin llegar a terminarlo.

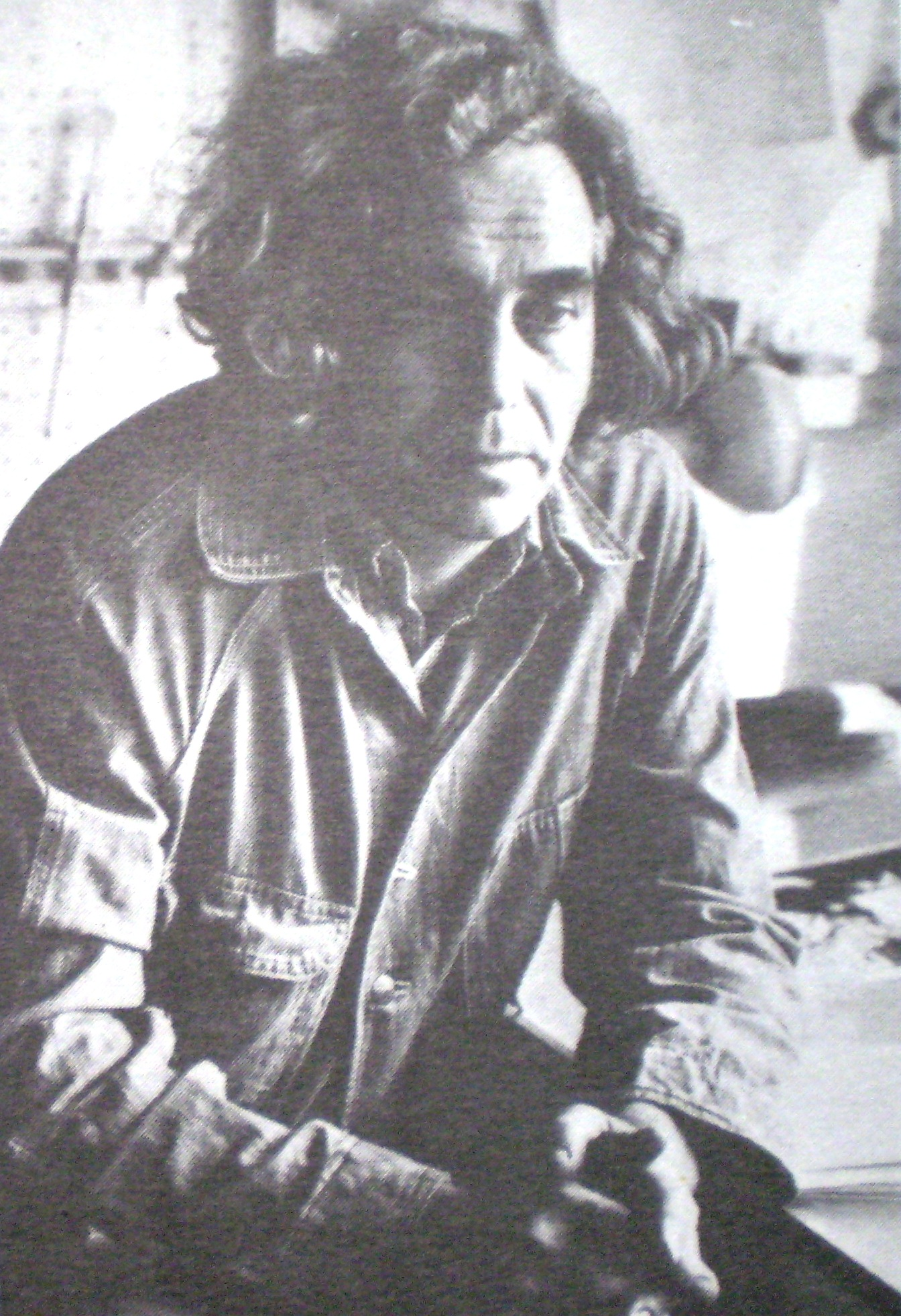
Carlos Alonso, uno de sus maestros.

A los 13 años la curiosidad la lleva a conocer al mítico pintor argentino Carlos Alonso (1929-), a quien admiraba y quien sería una de sus grandes influencias.
Le pidió que fuera su maestro de arte y él aceptó.
Ella le llevaba una vez por semana sus dibujos al taller para que se los corrigiera.
Alonso rápidamente notó en ella una identidad clara como artista.
A los 19 años comienza a trabajar como diseñadora de vestuario.

## Exposiciones y obras
A los 15 años de edad realizó su primera exposición, gracias al galerista Hugo Bonnani, donde mostró dibujos algo polémicos para la época y para una chica de su edad, influenciada por El Bosco.
La exposición fue en la galería El Laberinto.
Con el tiempo ha expuesto sus óleos y dibujos en galerías muy prestigiosas de diferentes lugares del mundo: Argentina, Uruguay, Venezuela, México, Francia, Italia y España.
Por otro lado, sus creaciones escénicas se pudieron observar en Buenos Aires, Río de Janeiro, San Pablo, Madrid, Múnich, París, Nápoles, Torino y Ginebra.
A continuación, un detalle de sus obras más importantes:

### Vestuario
- Charly García y los enfermeros, Buenos Aires (Estadio Ferro) - 1991
- Eugenio Onegin, Opera de Lille, 1997
- La púrpura de la rosa, Ginebra y Madrid, 1999
- Lady Macbeth de Mtsensk, Madrid, Nápoles, Múnich y Buenos Aires.
- Jesucristo Superstar de Andrew Lloyd Webber y Tim Rice, Teatro Lope de Vega de Madrid y gira española, 2007-2009
- La ópera de La flauta mágica, en el Teatro Colón de Buenos Aires, 2012
- La ópera Cármen, Santiago de Chile, 2012
- Lo que vio el mayordomo, con Enrique Pinti y Luis Luque Buenos Aires, 2012
- Salsa Criolla de Enrique Pinti, Buenos Aires, 2015
- Sunset Boulevard, dirigida por Claudio Tolcachir, Teatro Maipo, Buenos Aires, 2018.

### Plástica
- Epifanía (Retrospectiva), Museo de Bellas Artes de Buenos Aires, 2006
- Stand Argentino de la Bienal de Venecia, Venecia, 2011
- Estado de Gracia, Galería Nuevo Mundo de Buenos Aires, 2011

## Trabajos en colaboración
Su carrera se caracteriza por su predilección a realizar trabajos en colaboración con artistas de distinta índole.
Es muy importante su conexión con el rock, trabajando con artistas de la talla de Charly García, Luis Alberto Spinetta, Walter Giardino y Federico Moura, entre otros.
Realizó fotos con Charly García y Luis Alberto Spinetta, para la muestra Travesía, que se expuso en el Centro Cultural Recoleta de Buenos Aires. Para Spinetta realizó también las fotos del programa de la presentación de su disco Madre en años luz y el video del tema «Maribel se durmió», y lo incluyó en una serie de retratos que realizó para la revista 7 Días.
Con Charly realizó diversos trabajos, luego de solicitar a un amigo que se lo presenté al quedar impresionada con su música.
Entre ellos se puede destacar los dibujos para las tapas de los discos Música del Alma y Bicicleta (Serú Girán).
Para este disco realizó también el diseño de escenarios de los recitales de presentación en el Teatro Opera (6 y 7 de junio de 1980), con ruedas de bicicleta, conejos y flores, siendo estos recitales pioneros en el rock argentino por su detallada puesta en escena. En este caso se trató de un trabajo integral, ya que se ocupó del escenario, ropa, luces y afiches.

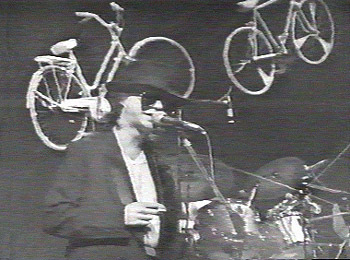
Presentación del disco Bicicleta

Esto se repitió en la imponente ambientación del recital brindado en el estadio de Ferro el 26 de diciembre de 1982. El decorado del mismo era una ciudad diseñada por Renata que era destruida al final del show por una lluvia de proyectiles de utilería, simulando un bombardeo, mientras sonaba el tema No bombardeen Buenos Aires.
Manuel Puig le comentó su voluntad de trabajar en conjunto cuando vio una de sus obras en Río de Janeiro.
Comenzaron a preparar un trabajo en conjunto, pero luego él falleció sin que pudiera concretarse.
De todas formas, ella finalmente realizó en 1997 en el Teatro Avenida de Buenos Aires la puesta en escena y dirección (en conjunto con Oscar Araiz) del famoso libro de Puig, Boquitas Pintadas, combinando la actuación y la danza. En el año 2003 se repuso en el Teatro Alvear.
También realizó numerosos trabajos en colaboración con Oscar Araiz, con quien tuvo un "matrimonio artístico" de 35 años de duración, y con Jean-François Casanova, a quien conoció viendo un show suyo en Madrid y le pidió trabajar en conjunto.
Junto a ambos crearon en 1983 una obra de ballet teatral llamada "Fénix" con toques de fábula, ópera, revista musical y teatro kabuki.
En cine colaboró con Héctor Olivera en la dirección del filme Buenos Aires Rock estrenado en 1983.

## Vida personal
Vivió en pareja con Victor Laplace, a quien conoció en 1967 cuando el actor trabajaba en el Instituto Di Tella en la obra Timón de Atenas y que es el padre de su hijo Damián.

## Premios
A lo largó de su extensa carrera obtuvo los siguientes premios:
- Premio Estrella de Mar - Vestuario, 1998
- Premio ACE - Vestuario, 1996.
- Premio Trinidad Guevara - Creatividad en diseño de vestuario, 1998
- Premio Konex de Platino - Vestuario, 2001.
- Premio María Guerrero - Vestuario, 2010
- Premio Hugo - Mejor Dirección Musical Off, 2010
- Premio Florencio Sánchez - Vestuario, 2011.
- Premios ACE - Vestuario, 2018
- Fundación Romeo - Premio Shakespeare a la trayectoria - 2019
- Premio Konex de Platino - Vestuario, 2021.